# Mikrohullám
Ez az oldal a mikrohullámú sugárzásról szól. Az eszköz, ami ezt használja, például a mikrohullámú sütő
A mikrohullámok olyan elektromágneses hullámok, amelyeknek a frekvenciája nagyjából 0,3–300 GHz közötti, ennek megfelelően a hullámhosszuk 1 m–1 mm között van.
A határok nem szigorúak, és a nemrégiben kialakuló terahertzes tudományok megjelenésével módosultak is a korábbi értelmezésekhez képest. A mikrohullámok a rádióhullámok nagyobb frekvenciájú területét is jelentik egyben, a terahertzes sugárzást pedig a mikrohullámok és a korábban inkább távoli infravörösnek nevezett tartomány között értelmezzük.
A saját nagyságrendjén belül értelmezhető elnevezésekkel a mikrohullámokat az alábbi tartományokra osztjuk:
- nagyon magas frekvencia: ultrarövidhullámok (VHF) (30 – 300 MHz) (P-sáv)
- ultramagas frekvencia: ultra-high frequency (UHF) (0,3–3 GHz)
- szupermagas frekvencia: super high frequency (SHF) (3–30 GHz)
- extrém-magas frekvencia: extremely high frequency (EHF) (30-300 GHz)

## A mikrohullámú sávok felosztása
| A mikrohullámú sávok felosztása | A mikrohullámú sávok felosztása | A mikrohullámú sávok felosztása | A mikrohullámú sávok felosztása | A mikrohullámú sávok felosztása |
| sáv                             | alsávok                         | frekvencia (GHz)                | hullámhossz (cm)                | megjegyzés                      |
| ------------------------------- | ------------------------------- | ------------------------------- | ------------------------------- | ------------------------------- |
| P-sáv                           | 2                               | 0,225 – 0,390                   | 133,3 -76,9                     |                                 |
| L-sáv                           | 10 (p,c,l,y,t,s,x,k,f,z)        | 0,390 – 1,550                   | 76,9 – 19,3                     |                                 |
| S-sáv                           | 13 (e,f,t,c,q,y,g,s,a,w,h,z,d)  | 1,55 – 5,20                     | 19,3 -5,77                      |                                 |
| C-sáv                           | 5 (Sz,Sd,Xa,Xq,Xy)              | 3,90 – 6,20                     | 7,69 – 4,84                     |                                 |
| X-sáv                           | 12 (a,q,y,d,b,r,c,l,s,x,f,k)    | 5,20 – 10,90                    | 5,77 – 2,75                     |                                 |
| K-sáv                           | 12 (p,s,e,c,u,t,q,r,m,n,l,a)    | 10,90 – 36,00                   | 2,75 – 0,834                    |                                 |
| Ku-sáv                          | 1 (Ku)                          | 15,35 – 17,25                   | 1,95 – 1,74                     | K-alsáv                         |
| K1-sáv                          | 3                               | 15,35 – 24,5                    | 1,74 – 1,22                     | K-alsáv                         |
| Ka-sáv                          | 1 (Ka)                          | 33,0 – 36,0                     | 0,909-0,834                     | K-alsáv                         |
| Q-sáv                           | 5 (a,b,c,d,e)                   | 36,0 – 46,0                     | 0,834-0,652                     |                                 |
| V-sáv                           | 5 (a,b,c,d,e)                   | 46,0 – 56,0                     | 0,652-0,536                     |                                 |
| W-sáv                           | 2                               | 56,00 - 100,0                   | 0,536-0,300                     |                                 |
| F-sáv                           |                                 | 90 – 140                        |                                 |                                 |
| D-sáv                           |                                 | 110 – 170                       |                                 |                                 |

## Történelem és kutatás
Az elektromágneses hullámok létét James Clerk Maxwell jósolta meg 1864-ben híres egyenleteiben. Kísérletileg 1888-ban Heinrich Hertz bizonyította be, hogy a rádióhullámok és a fény egyaránt elektromágneses hullámok. Hertz állított elő először rádióhullámokat, megmérte a hullámhosszukat, és a frekvencia ismeretében megmutatta, hogy a terjedési sebességük megegyezik a fényével. 
A mikrohullám kifejezés talán első előfordulása 1931-ben:
„Amikor nyilvánosságra hozták az eredményeket az olyan rövid hullámhosszú hullámokról, mint a 18 cm-es, leplezetlen öröm öntött el minket afelől, hogy a mikrohullám problémáját ilyen hamar megoldották.” Telegraph & Telephone Journal XVII. 179/1
A csillagászathoz kapcsolódóan a mikrohullám kifejezés első előfordulása 1946-ból Robert Dicke-től és Robert Beringertől származik.

## Előfordulása és mesterséges előállítása

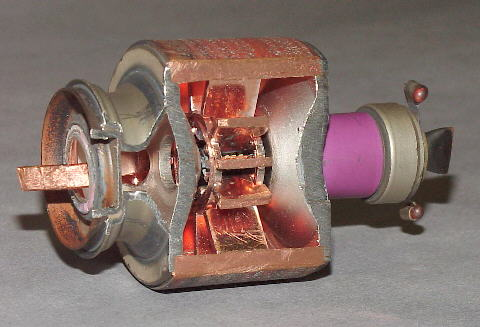
Felmetszett magnetron (a mágnes nem látható)

### Kozmikus mikrohullámú háttérsugárzás
Kozmikus eredetű háttérsugárzás formájában a mikrohullámú sugárzás természetes módon jelen van a környezetünkben, az egész világegyetemet kitölti. Energiaeloszlása a 2,725 K hőmérsékletű feketetest-sugárzásának felel meg, ennek maximuma 160,4 GHz-nél, azaz 1,9 mm-es hullámhossznál található és ez éppen a mikrohullámú frekvenciatartományba esik. 
A Föld légköre a mikrohullámú frekvenciáknál nagyobb, azaz 300 GHz fölött gyakorlatilag minden elektromágneses sugárzást elnyel, kivéve az úgynevezett optikai (ezen belül is a látható), illetve bizonyos  infravörös frekvenciatartományokat.

### Előállítása
Mikrohullámú sugárzást mesterségesen többféleképpen is elő lehet állítani, a módszerek két kategóriába sorolhatók: vákuumcsövekkel és szilárd halmazállapotú eszközökkel. A nagy teljesítményű sugárzás előállítására alkalmas vákuumcsöves eszközökben elektromos és/vagy mágneses mezővel gyorsítják az elektronnyalábot, így hozva létre mikrohullámú sugárzást. Ilyen eszköz a magnetron, klisztron, girotron, turbátor (interdigitális magnetron). A félvezető eszközök – ilyenek például a szilíciumból vagy gallium-arzenidból készültek – elsősorban kisebb teljesítményű sugárzás előállítására használatosak. De léteznek speciális félvezető változatok – mint például a HBT, a MESFET, a HEMT és az LMOS tranzisztorok –, amiket kifejezetten nagyobb teljesítményű mikrohullámú alkalmazásokra fejlesztettek ki.

## Alkalmazások
- A mikrohullámú sütő egy magnetron mikrohullámú generátort használ arra hogy egy körülbelül 2,5 GHz-es mikrohullámú sugárzást hozzon létre főzés céljából. A mikrohullámok a főzendő ételben a víznek és egyéb vegyületeknek a dipólusos molekuláit rezegtetik, illetve forgatják. A molekulák ilyen rendezetlen rezgéseit a statisztikus fizika hőmérsékletként értelmezi. Tehát minél jobban rezegnek ezek a molekulák, annál melegebbnek érezzük az ételt. Mivel a szerves anyagok többnyire vízből állnak, így az ételt is könnyű ilyen módszerrel melegíteni.
- A mikrohullámokat műsorszórásban is használják, mivelhogy a mikrohullámok könnyebben hatolnak át a föld atmoszféráján, kisebb zajjal, mint a hosszabb hullámhosszak. Ráadásul sokkal nagyobb a mikrohullámú spektrum sávszélessége, mint más rádiófrekvenciás tartományoké. Egy tipikus alkalmazása például a híradós kocsikból szórt műsor, amelyet különleges földi állomásoknak továbbíthatják a híreket.
- A radar szintén mikrohullámokat használ arra hogy meghatározza tárgyak távolságát, sebességét és egyéb tulajdonságait.
- WLAN protokollok, mint a Bluetooth, és az IEEE 802.11g és b is a szabadon felhasználható 2,4 GHz–es frekvenciát használják. A 802.11a szabvány az 5 GHz–es tartományban működik. A korlátozott, hosszútávú (akár 25 km) vezeték nélküli internet-hozzáférési szolgáltatások is sok országban megtalálhatóak (az USA-ban nem) ezek a 3,5 – 4 GHz tartományban működnek.
- A MAN hálózati protokollok, mint például a WiMAX (Worldwide Interoperability for Microwave Access) is az IEEE 802.16-os specifikáció alapján működnek. Az IEEE 802.16 szabvány eredetileg 2-től 11 GHz-ig működik de a forgalomba került implementációk 2,5, 3,5 és 5,8 GHz-es tartományban működnek.
- A koaxiális kábelen továbbított kábeltévé és internetszolgáltatások és a felszíni televízió műsorszórás is az alacsonyabb mikrohullámú frekvenciát használják. Bizonyos telefonhálózatok mint például a GSM is az alacsony mikrohullám tartományt használják.
- Sok félvezető gyártási eljárás is mikrohullámot használ hogy plazmát generáljanak a reaktív-ion maratáshoz illetve a plazmával fokozott kémiai rétegleválasztáshoz.
- Mikrohullámokkal energiát is lehet átvinni nagy távolságokra, a második világháború utáni kutatások ennek lehetőségeit kutatták. A NASA az 1970-es években dolgozott egy olyan rendszeren, ami orbitális napkollektorok energiáját gyűjtené össze, és küldené le a földre mikrohullámok segítségével.
- A mézer egy a lézerhez hasonlító eszköz, ami mikrohullámú frekvenciákban működik.